# Vincent Turpin
Pour les articles homonymes, voir Turpin.
Vincent Turpin, né le 27 avril 1979 à Bourges, est un pilote français de motocross.

## Biographie
Vincent Turpin concourt au Championnat du monde 500cc à l'âge de 18 ans et obtient une 19e place au Grand Prix d'Italie. 
Il termine 10e du Supercross de Parisen 2001, 8e de la course d'endurance de sable : l'Enduropale.
Pilote officiel Honda en 2003, il réalise aux côtés de Mickaël Pichon et Stefan Everts en Championnat du Monde MX1 une 9e place au GP d'Allemagne, un titre de champion de France SX 450cc 4T et une victoire au OXBOW MX.
Vincent Turpin s'expatrie en 2005 comme officiel Suzuki dans le championnat allemand pour finir sur la 3e marche du podium.
De retour en 2006 au Championnat de France Elite 450cc, il termine également sur la 3e marche du podium.
Une grave blessure et une paralysie d'un bras mettent un terme à sa carrière en 2007 en motocross, il revient pour le championnat de France d'enduro au guidon d'une Honda HM après un an de rééducation.

## Palmarès
- 10e du Supercross de Bercy en 2001
- 7e du championnat de France Elite Open[8] en 2002
- Champion de France de Supercross en 450cc 4T en 2003
- 9e du GP d'Allemagne MX1 en 2003
- 8e de l'Enduro du Touquet en 2003[9]
- 4e du championnat de France Elite Open[10] en 2003
- Vainqueur du MX OXBOW[11] en 2003
- 5e de l'endurance course de sable de Grayan[12] en 2004
- 9e du championnat de France Elite Open[13] en 2004
- 3e du championnat d'Allemagne MX1 en 2005
- 3e du championnat d'Allemagne MX2 en 2005
- Vainqueur du Supercross d'Athéne en 2005
- 3e du championnat de France Elite MX1[14] en 2006
- Multiples victoires en motocross internationaux